# Łukasz Siwiec
Łukasz Jan Siwiec (ur. 9 października 1991 w Puławach) – polski zawodnik mieszanych sztuk walki (MMA). Były mistrz organizacji Babilon MMA w wadze półśredniej. Od 2023 związany kontraktem z czesko-słowacką federacją Oktagon MMA. 

## Kariera MMA
Karierę zawodową rozpoczął w 2016 roku od wygranej walki z Przemysławem Fajerem podczas gali TFL 9: Next Episode. 
Niecały rok później ogłoszono, że przechodzi do wagi średniej i weźmie udział w walce rezerwowej turnieju Tipsport Gamechanger podczas gali Oktagon 70, która odbyła się 26 kwietnia w Karlowych Warach. Jego rywalem był reprezentant Iranu, Hojat Khajevand. Przegrał w pierwszej rundzie przez techniczny nokaut, otrzymując od rywala ciosy podbródkowe, po których padł na deski, a następnie kończące uderzenia w parterze. 

## Osiągnięcia

### Mieszane sztuki walki
- Babilon MMA
  - 2022-2023: Mistrz Babilon MMA w wadze półśredniej[2].

## Lista zawodowych walk w MMA
| Wynik     | Bilans | Przeciwnik (bilans przed walką) | Rozstrzygnięcie                                      | Runda | Czas | Rozgrywki                                 | Data       | Miejsce             | Uwagi                                                                                      |
| --------- | ------ | ------------------------------- | ---------------------------------------------------- | ----- | ---- | ----------------------------------------- | ---------- | ------------------- | ------------------------------------------------------------------------------------------ |
| Przegrana | 9-5    | Hojat Khajevand (8-4)           | TKO (ciosy podbródkowe i ciosy pięściami w parterze) | 1     | 3:25 | Oktagon 70: Krištofič vs. Humburger       | 26.04.2025 | Karlowe Wary        | Walka rezerwowa turnieju Tipsport Gamechanger 3 w wadze średniej. Debiut w wadze średniej. |
| Przegrana | 9-4    | Louis Glismann (11-3)           | Decyzja (jednogłośna)                                | 3     | 5:00 | Oktagon 57: Brož vs. Eckerlin             | 04.05.2024 | Frankfurt nad Menem |                                                                                            |
| Przegrana | 9-3    | Amiran Gogoladze (15-3)         | Decyzja (jednogłośna)                                | 3     | 5:00 | Oktagon 47: Česko vs. Slovensko           | 07.10.2023 | Bratysława          |                                                                                            |
| Wygrana   | 9-2    | John Hathaway (17-2)            | Decyzja (jednogłośna)                                | 3     | 5:00 | Oktagon 44: Langer vs. Poppeck            | 17.06.2023 | Oberhausen          | Walka rezerwowa turnieju w wadze półśredniej.                                              |
| Przegrana | 8-2    | David Kozma (30-12)             | Decyzja (niejednogłośna)                             | 3     | 5:00 | Oktagon 40: Tipsport Gamechanger          | 04.03.2023 | Ostrawa             | Walka turnieju w wadze półśredniej. Main Event.                                            |
| Wygrana   | 8-1    | Konrad Rusiński (4-0)           | Poddanie (duszenie zza pleców)                       | 2     | 3:39 | Babilon MMA 32: Rusiński vs. Siwiec       | 11.11.2022 | Radom               | Zdobył pas mistrzowski Babilon MMA w wadze półśredniej. Main Event.                        |
| Wygrana   | 7-1    | Alessandro Botti (16-13)        | TKO (przerwanie przez lekarza)                       | 1     | 5:00 | Babilon MMA 29: Kacprzak vs. Zorczykowski | 10.06.2022 | Radom               | Co-Main Event.                                                                             |
| Wygrana   | 6-1    | Konrad Iwanowski (7-4)          | Poddanie (duszenie trójkątne rękoma)                 | 3     | 1:36 | Babilon MMA 24: Niedzielski vs. Vulchin   | 11.09.2021 | Żyrardów            | Co-Main Event.                                                                             |
| Wygrana   | 5-1    | Kacper Bróździak (4-1)          | Poddanie (duszenie zza pleców)                       | 2     | 4:15 | Babilon MMA 23: Stawowy vs. Valtonen      | 25.06.2021 | Ożarów Mazowiecki   |                                                                                            |
| Przegrana | 4-1    | Tymoteusz Łopaczyk (4-1)        | TKO (kolana)                                         | 3     | 1:25 | Armia Fight Night 6                       | 14.06.2019 | Radom               |                                                                                            |
| Wygrana   | 4-0    | Kamil Kraska (1-0)              | Poddanie (duszenie zza pleców)                       | 2     | 4:52 | Madness Cage Fighting 4: Champions        | 02.11.2018 | Puławy              |                                                                                            |
| Wygrana   | 3-0    | Arnoldas Ragaźinskas (0-3)      | TKO (łokcie)                                         | 1     | 3:01 | Madness Cage Fighting 3: Hexagon          | 16.12.2017 | Puławy              | Limit umowny -75 kg. Main Event.                                                           |
| Wygrana   | 2-0    | Krystian Blezień (2-0)          | Poddanie (dźwignia prosta na staw łokciowy)          | 1     | N/A  | TFL 12: Hydro Truck Night                 | 18.11.2017 | Radom               |                                                                                            |
| Wygrana   | 1-0    | Przemysław Fajer (0-3)          | Poddanie (dźwignia prosta na staw łokciowy)          | 2     | 4:09 | TFL 9: Next Episode                       | 28.05.2016 | Garwolin            | Debiut w zawodowym MMA. Limit umowny -73 kg.                                               |